# Hall

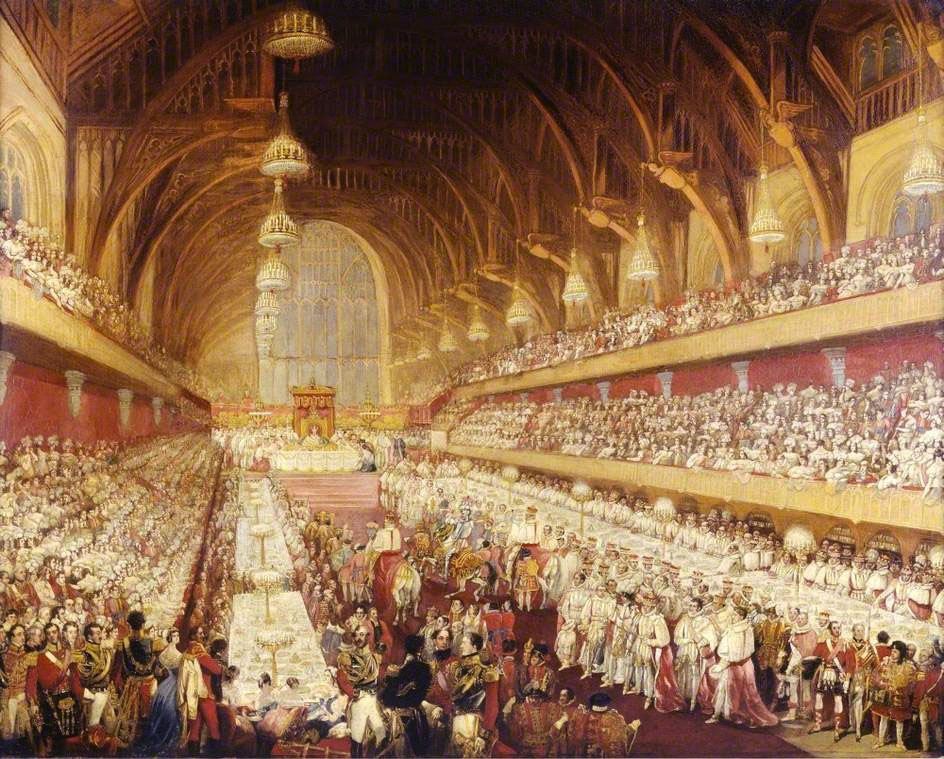
Banquet de coronació de Jordi IV a Westminster Hall

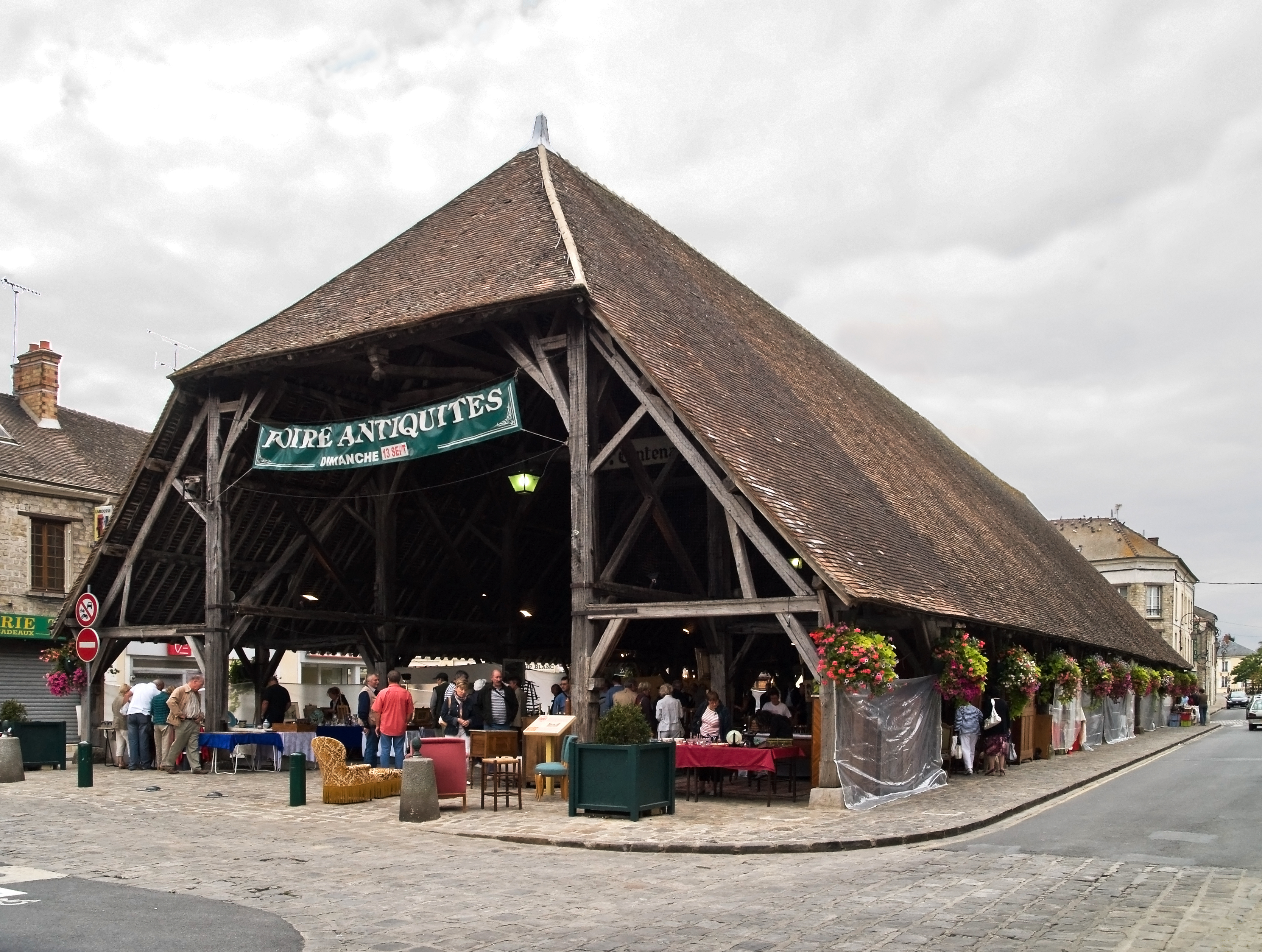
Hall de Milly-la-Forêt (s. XV)

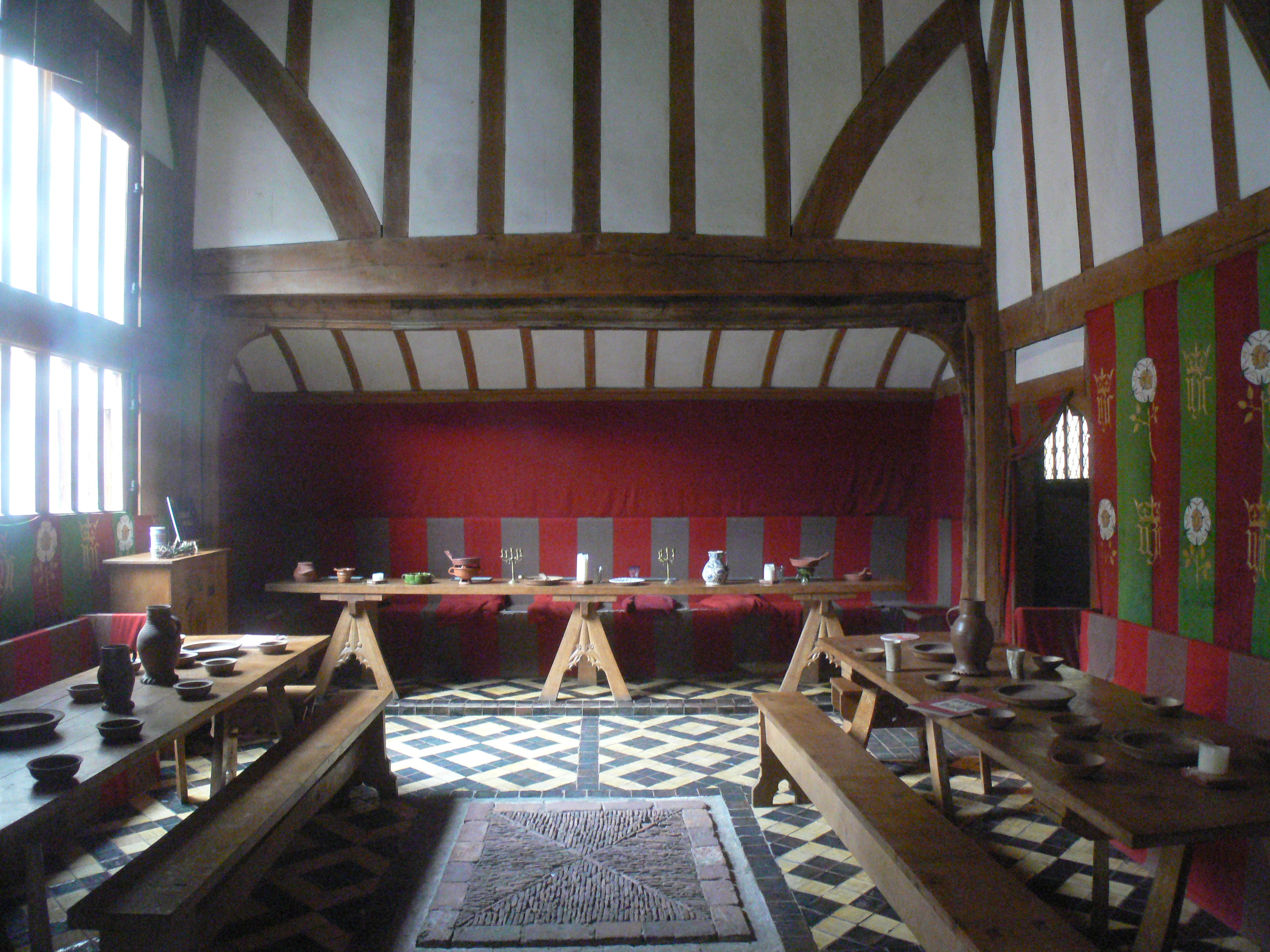
Reconstrucció de l'aspecte del great hall de Barley Hall al s. XV

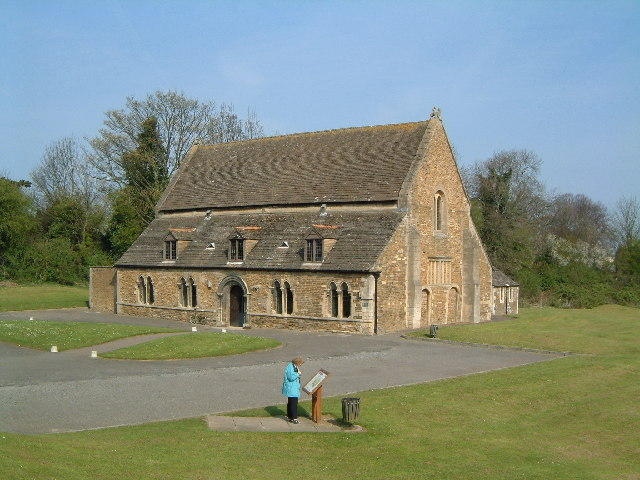
Great Hall de l'Oakham Castle, del

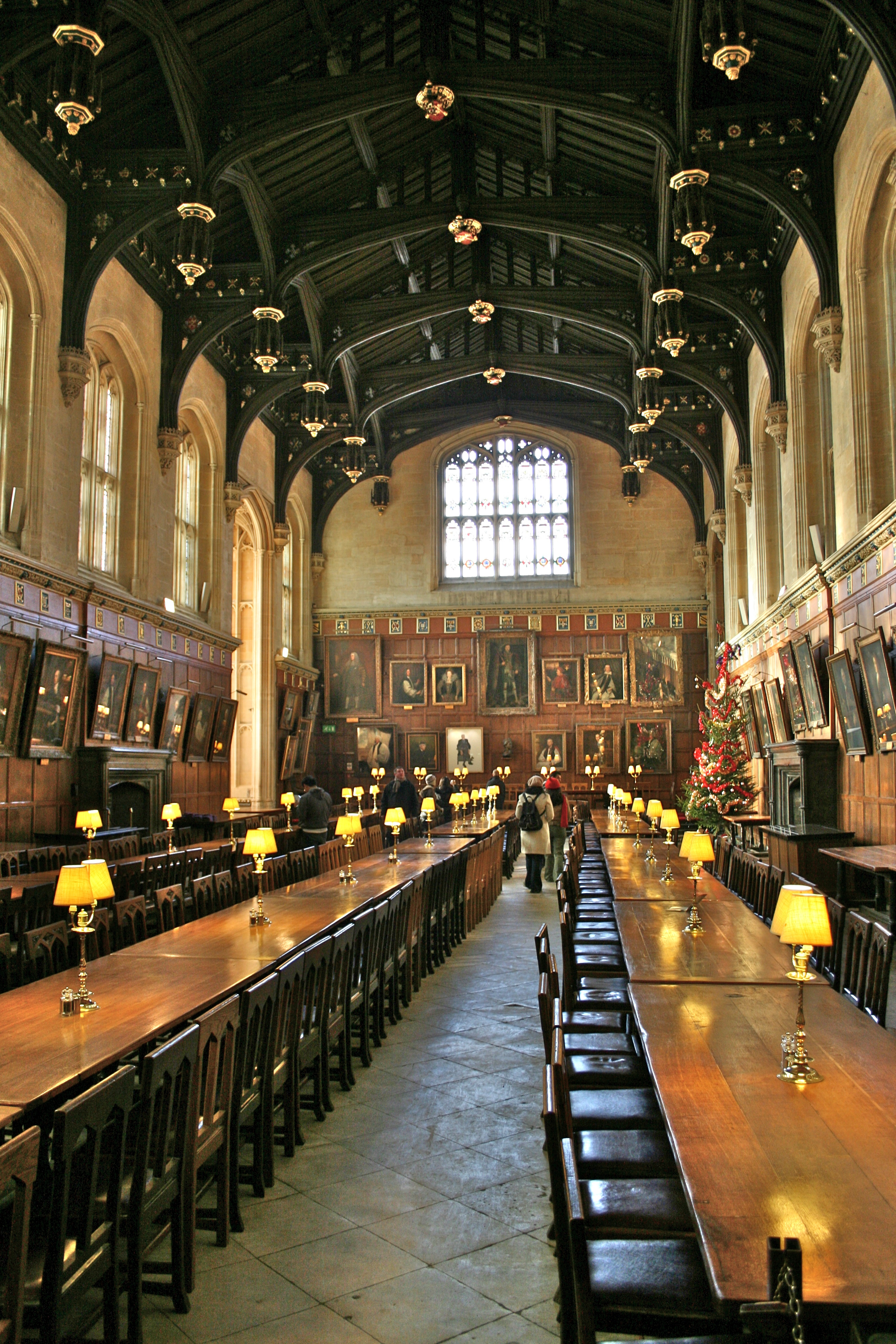
Hall del Christ Church College (Oxford). L'imaginari Great Hall del Col·legi Hogwarts de les pel·lícules de Harry Potter es basa en aquest tipus de menjadors comuns (refetors en les institucions religioses)

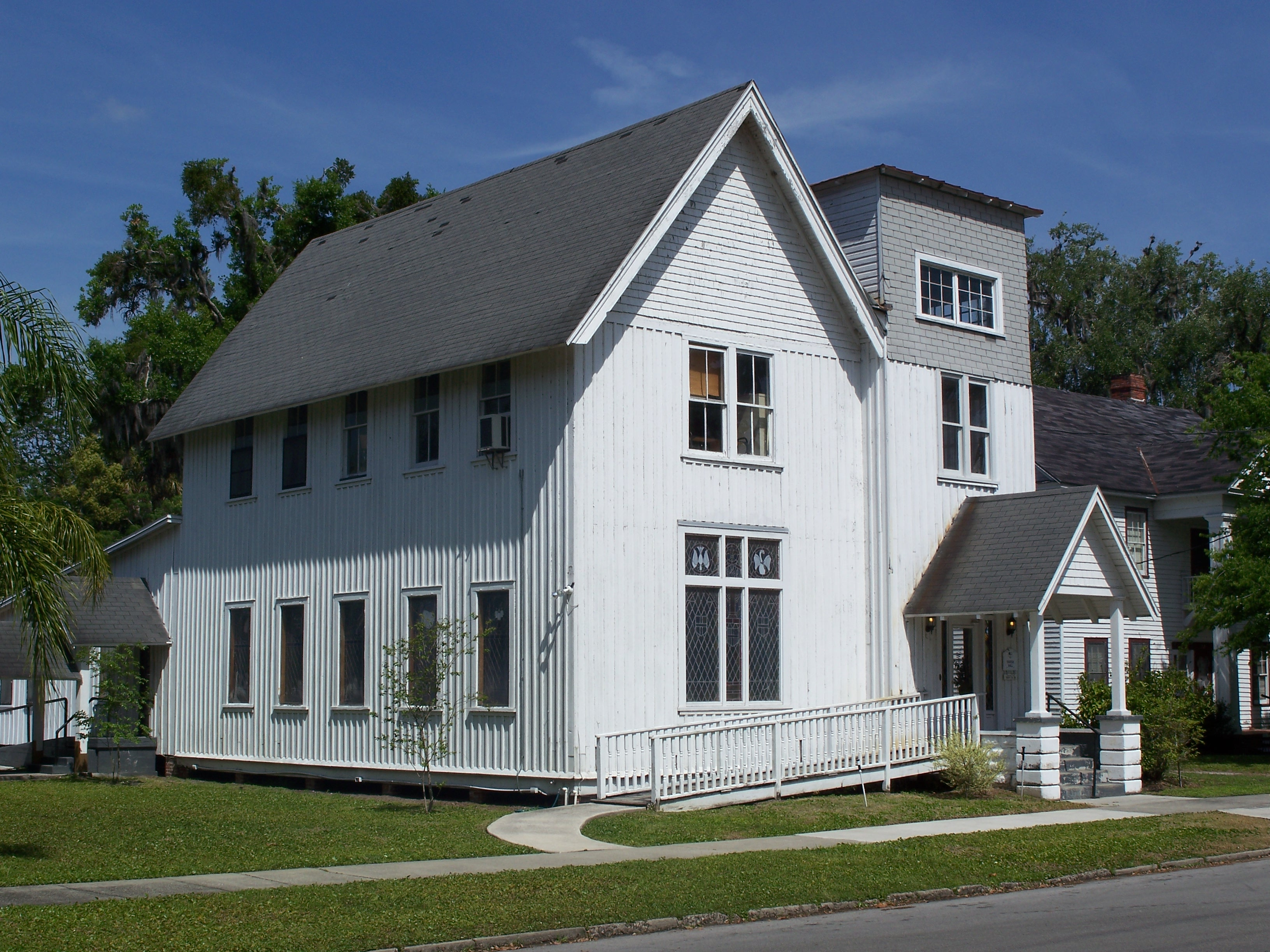
Església de Palatka (Florida), una church hall dels Estats Units

Hall és un mot d'arrel germànica (hallâ, amb el significat de 'cobrir' i 'amagar') que designa certs espais i construccions, sempre en relació amb els usos de la primitiva casa comunal dels antics pobles germànics (mead hall) i de la plaça del mercat coberta (market hall, en l'Anglaterra rural, o els Halles de París, a l'estat francés).
En català és un barbarisme no acceptat, perquè designa les peces de la casa que serveixen de rebedor, avantsala o vestíbul. En canvi, l'ús com a espai públic des de l'edat mitjana serien les porxades o carrers amb voltes de moltes poblacions dels Països Catalans, i els atris o pòrtics de moltes esglésies (elizate).
Arquitectònicament, hall té el sentit de 'sala' o 'saló' (del germànic sal "edifici d'una sola peça de recepció"), especialment aplicat a la sala de recepcions d'un edifici públic o un palau (great hall, Westminster Hall), a la casa consistorial d'un ajuntament o institució semblant (town hall, city hall, guild hall, village hall -sovint una church hall o església d'usos múltiples-, fire hall -estació de bombers-) o a un espai escènic o sala de concerts (concert hall, Royal Albert Hall, music hall); fins i tot hi ha un tipus d'església denominat Hallenkirche (amb 'planta de sala').

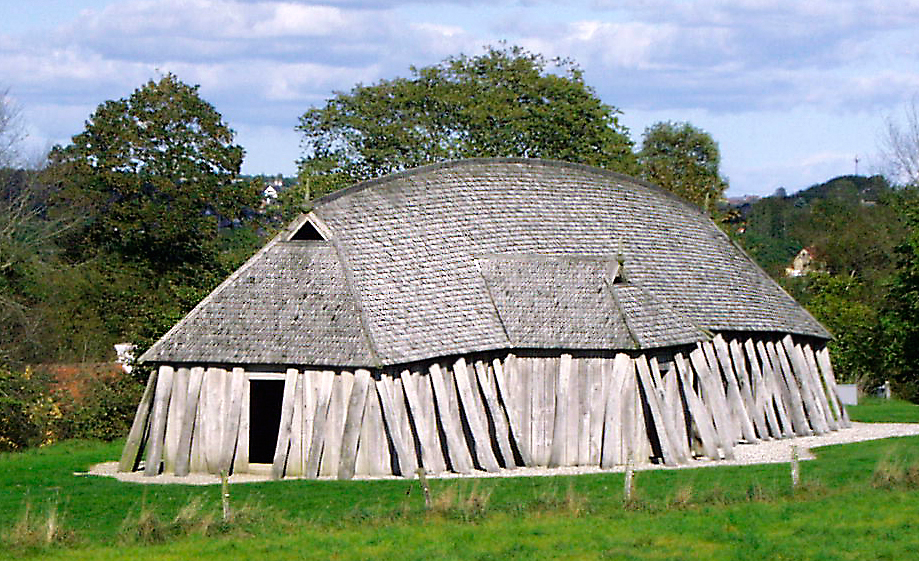
Reconstrucció d'un hallâ, mjodhall, mead hall o gildehall ('sala de l'hidromiel' o 'de la guilda' -gremi, aliança, clan, del nòrdic antic gildi, reunió a l'entorn de la beguda, com el simposion grec-), la casa comunal pròpia dels pobles germànics, similar al mègaron hel·lènic o a estructures semblants d'altres pobles. Eren alhora centres econòmics, polítics i religiosos, i estaven subjectes a protocols codificats i lleis sagrades de l'hospitalitat. S'hi feien reunions i celebracions, i es rebia viatgers amb qui intercanviar informació, productes i relacions. Lògicament, també són escenari de conflictes, i així apareixen en episodis clau de les sagues nòrdiques, de lÍslendingasögur, del Nibelungenlied o del Beowulf. Un entorn similar s'imaginava per a la reunió amb els déus dels guerrers que aconseguiren una mort honorable (el Valhalla, 'sala dels morts', o el Vingólf)

A Anglaterra, des del s. VI, hall designava la residència d'un lord i el seu seguici (country house) i posteriorment la casa del yeoman (hall house -Wealden hall house-). En l'entorn universitari anglosaxó, hall és el nom que es dona a certs edificis acadèmics, pel costum d'aplegar els universitaris en una gran sala o menjador comú, i Formal Hall n'és el sopar d'etiqueta.